# هارونیه (یمن)
 هارونیه  به عربی ( الهَارونیة  )، روستایی است در عزلهٔ (لهبات)، در ناحیهٔ (مَلَحّان)، از توابع استان مَحویت در کشور یمن در شبه جزیره عربستان. 
جمعیت آن ۳۹۹ نفر (۱۵ خانوار) می‌باشد.